# Otto Alexander Dilschneider

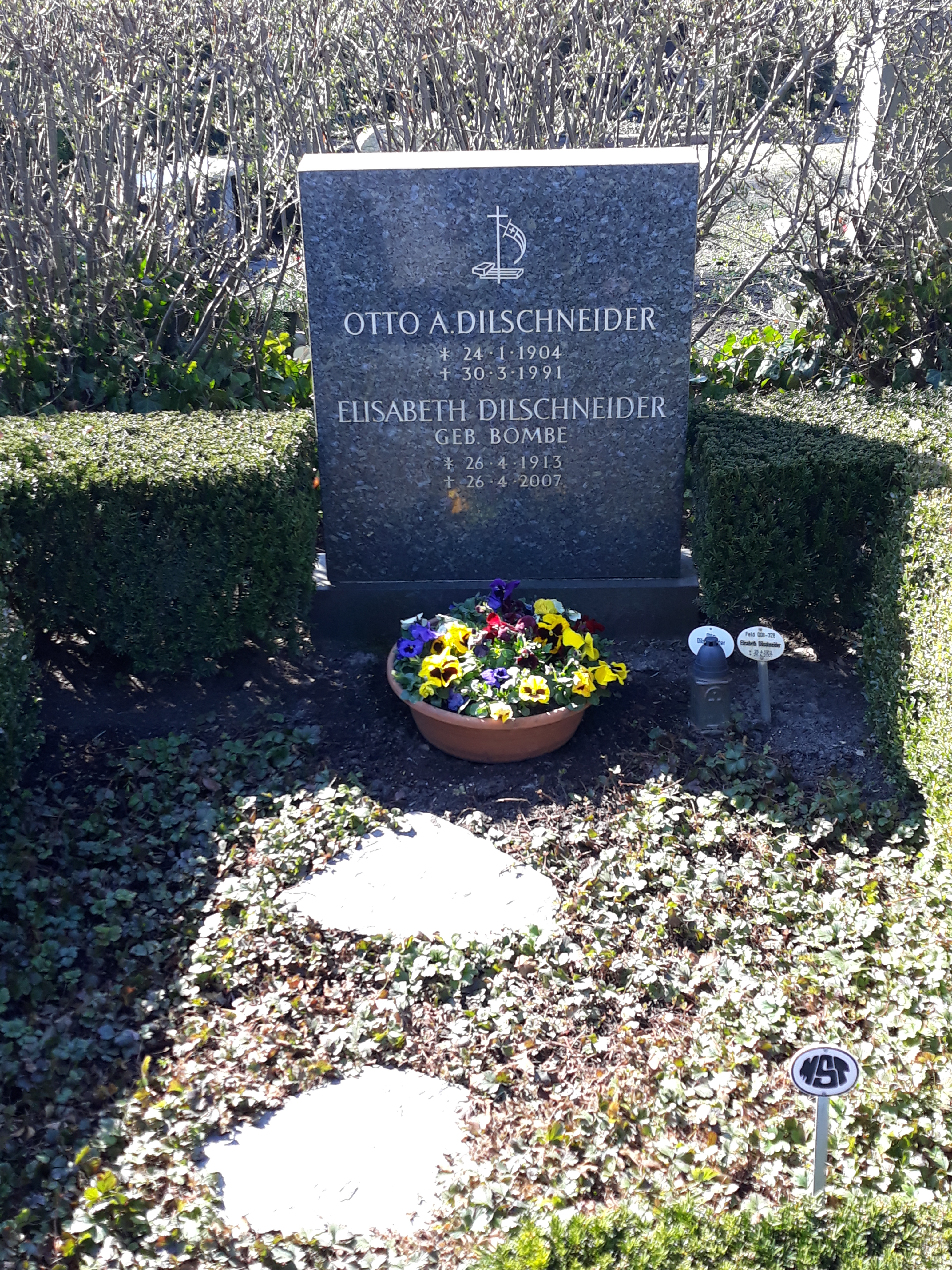
Das Grab von Otto Dilschneider und seiner Frau Elisabeth geborene Bombe auf dem Friedhof Zehlendorf in Berlin.

Otto Alexander Dilschneider (* 24. Januar 1904 in Berlin; † 30. März 1991 ebenda) war ein deutscher evangelischer Theologe.

## Leben
Nach dem Studium der Rechts- und Staatswissenschaften sowie der Theologie in Berlin, Freiburg, Greifswald und Tübingen wurde Otto A. Dilschneider 1933 Assistent an der Theologischen Fakultät der Universität Tübingen bei Karl Heim. 1934 war der zum Dr. theol. promovierte Dilschneider Pfarrverweser in Hohengehren, 1936 Pfarrverweser in Bad Liebenzell und Pfullingen. 1939 war er Pfarrer in Kemberg. Er wirkte zudem als Studentenpfarrer in Jena. Von 1941 bis 1959 war er Pfarrer an der Paulus-Kirche in Berlin-Zehlendorf. Von 1951 bis 1960 lehrte er als ordentlicher Professor des Kirchlichen Lehramtes (Systematische Theologie) an der Kirchlichen Hochschule Berlin. 1958/1959 leitete er als Rektor die Kirchliche Hochschule Berlin. Von 1963 bis 1967 war er Mitglied des Abgeordnetenhauses von Berlin für die CDU. 1971 erfolgte die Emeritierung als Professor.
Otto A. Dilschneider war ab 1937 verheiratet mit Elisabeth Dilschneider, geborene Bombe, und hatte vier Kinder (Gerhard, Irmgard, Christiane und Martin).
Im Jahr 1979 erhielt er das Bundesverdienstkreuz und 1984 das Bundesverdienstkreuz I. Klasse.

## Schriften (Auswahl)
- Evangelische Offenbarung. 1939.
- Die Evangelische Tat. 1940.
- Gegenwart Christi. 2 Bände. 1948.
- Das christliche Weltbild. 1951.
- Gefesselte Kirche. 1953.
- Christus Pantokrator. Vom Kolosserbrief zur Ökumene. Berlin 1962. OCLC 782016567.
- Ich glaube an den Heiligen Geist. Versuch einer Kritik und Antwort zur Existenztheologie. Wuppertal 1969. OCLC 73698809.
- Geist als Vollender des Glaubens. Gütersloh 1978, ISBN 3-579-03670-X.
- Der Exodus des Christentums. Schicksal und Verheißung. Berlin 1983, ISBN 3-88981-002-0.